# Plagiobryum hultenii
Plagiobryum hultenii là một loài Rêu trong họ Bryaceae. Loài này được (Ochi & Perss.) Hedd. miêu tả khoa học đầu tiên năm 1990.